# 黃參珠螺
黃參珠螺（学名：Notosinister hopensis）为左錐螺科參珠螺屬下的一个种。